# Stazione di Mozia-Birgi
La stazione di Mozia-Birgi, precedentemente nota come Ragattisi-Birgi, è una stazione ferroviaria posta sulla linea Alcamo Diramazione-Trapani (via Castelvetrano).

## Descrizione
Sita nella località di Ragattisi, nel territorio comunale di Marsala, serve il centro abitato di Birgi e dista pochi chilometri dall'Aeroporto di Trapani-Birgi, dalla spiaggia di San Teodoro e dall'isola di Mozia.
La stazione è dotata di due binari di circolazione atti al servizio viaggiatori.
Il fabbricato viaggiatori, a due elevazioni, è chiuso al pubblico, mentre sul primo marciapiede si trova una pensilina per l'attesa.
Annesso alla stazione si trova un parcheggio di interscambio, con accesso dal lato opposto al fabbricato viaggiatori.
Vi sono una bacheca per gli orari cartacei e una macchina obliteratrice.
La stazione è gestita in telecomando dal DCO di Palermo ed è servita dai treni regionali operati da Trenitalia sulla relazione Trapani-Castelvetrano-Piraineto.

## Progetti
Nel corso degli anni si è parlato di una possibile realizzazione di una bretella ferroviaria che possa collegare la stazione all'aeroporto Trapani-Birgi (per un totale di 2 km), progetto che è tornato attuale nel corso del 2017 con un incontro risultato positivo tra il comune lilibetano e il governo siciliano.